# Obnovljivost
Obnovljívost, reproduktívnost ali razmnoževálnost je eno od osnovnih načel znanstvene metode in se nanaša na zmožnost, da se poskus točno obnovi ali ponovi s sistemom, ki deluje neodvisno.
Obnovljivost se razlikuje od ponovljivosti, ki podaja stopnjo uspeha pri zaporednih poskusih, ki jih morda opravljajo isti eksperimentatorji. Obnovljivost je povezana z dogovorom o rezultatih poskusov različnih operaterjev, naprav ali krajev laboratorijev. Običajno se podaja s standardnim odklonom.
Čeprav je ponovljivost znanstvenih poskusov zaželena, za dosego znanstvene veljavnosti teorije ni nujna. Kloniranje živali je na primer težko ponoviti, vendar ga je več neodvisnih skupin obnovilo, in je dobro uveljavljeno znanstveno področje. Eno neuspešno kloniranje ne pomeni da je teorija napačna ali da ni znanstvena. Ponovljivosti je manj v protoznanostih.
Rezultate poskusa, ki ga je izvedel posamezni raziskovalec ali skupina raziskovalcev v splošnem preverijo in ovrednotijo drugi neodvisni raziskovalci z obnovitvijo izvirnega poskusa. Sami ponovijo poskus na podlagi izvirnega opisa poskusa in pregledajo ali njihov poskus da podobne rezultate kot so jih navedli izvirno. Vrednosti rezultata so primerljive, če so dobljene (v različnih poskusih) glede na isti obnovljivi opis poskusa in postopka.
Osnovno zamisel se lahko najde v Aristotelovi izjavi, da ne obstaja znanstveno znanje posameznika, kjer je imela beseda za posameznika v stari grščini hkratni pomen značilnega ali v celoti osamljenega dogodka. Tako je vse znanje in znanost nujno vključuje oblikovanje splošnih pojmov in potrebo odgovarjajočih simbolov v jeziku.

## Znani problemi
Marca 1989 sta kemika Stanley Pons in Martin Fleischmann z Univerze Utaha poročala o nastanku presežne toplote, ki jo je bilo moč pojasniti le z jedrskim procesom. Poročilo je kazalo na enostavnost opreme. V osnovi je bila elektrolitska celica, obdana s težko vodo in katodo iz paladija, ki je hitro absorbirala devterij, nastajajoč med elektrolizo. Mediji so o poskusu na široko poročali. V naslednjih meseceh so drugi poskušali ponoviti poskus, vendar niso uspeli. Maja je ameriški Svetovalni urad  za raziskovanje energije sklenil, da dokaz ni prepričljiv, tako da so hladno fuzijo označili za psevdoznanost. Kasneje je več neodvisnih skupin v znanstvenih revijah poročalo o uspešnih ponovitvah poskusa. Čeprav pojav ni v celoti ponovljiv, so področje sčasoma znanstveno priznali.
Wilhelm Reich je v 1930-ih trdil, da je našel fizično energijo – orgon, ki naj bi obstajala v ozračju in v vseh živih organizmih. Izdelal je naprave za odkrivanje in izkoriščanje te energije, ki bi se jo dalo uporabiti za zdravljenje ali za nadzor vremena. Reich je kasneje poprosil Alberta Einsteina naj preskusi orgonski akumulator. Einstein je to storil, vendar se ni strinjal z razlago rezultatov. V letu 2001 sta kanadska raziskovalca Paulo Correa in Alexandra Correa trdila, da sta uspešno obnovila poskus. Martin Gardner je v svoji knjigi Modne norosti in prevare v imenu znanosti (Fads and Fallacies in the Name of Science) iz leta 1957 ovrgel orgonsko energijo.
Nikola Tesla je trdil, da je do leta 1899 uporabljal visokofrekvenčni tok in z njim vžigal s plinom napolnjene svetilke na razdalji, večji od 40 km, brez uporabe žic. Leta 1904 je zgradil Stolp Wardenclyffe v Shorehamu na Long Islandu za prikaz pošiljanja in sprejemanja energije brez povezovalnih žic. Sklop ni nikoli v celoti deloval in ga niso dokončali, verjetno zaradi denarnih težav. Razstavili so ga leta 1917 in njegovih poskusov niso nikoli ponovili.